# 雙斑擬白魚
雙斑擬白魚（学名：Alburnoides bipunctatus）为輻鰭魚綱鯉形目雅羅魚科擬白魚屬的其中一種。其种加词“bipunctatus”意为“双斑的”。

## 分布
擬白魚分布於歐亞大陸，包括從法國比斯開灣、波羅的海、黑海、裏海、中東等地區。

## 外型
擬白魚有背鰭硬棘3枚；背鰭軟條7至8枚；臀鰭硬棘3枚；臀鰭軟條13至18枚；脊椎骨38至40個，體長可達13公分。

## 習性
雙斑擬白魚棲息於水流平靜的水域，屬雜食性，以昆蟲、矽藻、甲殼類等為食，可做為觀賞魚或餌魚。